# Timothy Weah
Timothy Tarpeh „Tim” Weah (ur. 22 lutego 2000 w Nowym Jorku) – amerykański piłkarz pochodzenia liberyjskiego i jamajskiego z obywatelstwem francuskim występujący na pozycji skrzydłowego we włoskim klubie Juventus oraz w reprezentacji Stanów Zjednoczonych. Wychowanek Paris Saint-Germain, w swojej karierze grał także w Celtiku. Syn zdobywcy Złotej Piłki i prezydenta Liberii, George'a Weaha.

## Sukcesy

### Paris Saint-Germain
- Mistrzostwo Francji: 2017/2018, 2018/2019
- Superpuchar Francji: 2018

### Celtic
- Mistrzostwo Szkocji: 2018/2019
- Puchar Szkocji: 2018/2019

### Lille OSC
- Mistrzostwo Francji: 2020/2021
- Superpuchar Francji: 2021

### Reprezentacyjne
- Liga Narodów CONCACAF: 2019/2020, 2022/2023